# Ситнік Григорій Олексійович
Григо́рій Олексі́йович Си́тнік (Ситник) — військовий льотчик, командир екіпажу вертольота.

## Життєпис
Його батько — військовик, родом з Тульської області, мати з Сибіру. В повітряних силах з 1999 року, брат-близнюк Дмитро — також вертолітник. Виконував миротворчі місії в Ліберії, ДР Конго.
Здійснив понад 160 бойових вильотів — льотчик-оператор Мі-24, супроводження українських наземних сил при ліквідації блокпостів терористів.

## Нагороди
У серпні 2014 року за виконання завдань під час антитерористичної операції нагороджений орденом Богдана Хмельницького 3 ступеня.